# Великое Село (Бежецкий район)
Великое Село (карел. Vel’kois’ola) — деревня в Бежецком районе Тверской области. Входит в состав Моркиногорского сельского поселения.

## География
Находится в восточной части Тверской области на расстоянии приблизительно 30 км по прямой на юг-юго-запад от районного центра города Бежецк.

## История
Деревня была отмечена еще на карте 1825 года. В 1859 году здесь (тогда сельцо Великое Бежецкого уезда Тверской губернии) было учтено 13 дворов, в 1978 — 30.

## Население
Численность населения: 164 человека (1859 год), 19 (русские 100 %) в 2002 году, 12 в 2010.